# Scorpaenodes englerti
Scorpaenodes englerti és una espècie de peix pertanyent a la família dels escorpènids.

## Descripció
- Fa 7 cm de llargària màxima.[5]

## Hàbitat
És un peix marí, demersal i de clima subtropical.

## Distribució geogràfica
Es troba al Pacífic sud-oriental: l'illa de Pasqua.

## Observacions
És inofensiu per als humans.